# ماندیراجا، بانجارنگارا
ماندیراجا (به لاتین: Mandiraja) یک منطقهٔ مسکونی در اندونزی است که در بانجارنگارا واقع شده‌است. ماندیراجا ۵۲٫۶۱ کیلومتر مربع مساحت و ۶۳٬۶۷۹ نفر جمعیت دارد.